# Elfenlied
Elfenlied [ˈɛlfənˌliːt] is de naam van een tweetal Duitstalige gedichten, één geschreven in 1780 door Johann Wolfgang von Goethe en één geschreven in 1830 door Eduard Mörike.

## Goethe
Goethe schreef zijn gedicht in 1780 in een brief aan Charlotte von Stein, oorspronkelijk zonder titel maar ingeleid met "Die Elfen sangen" ("De elfen zongen"). De titel Elfenlied (en variaties) werden pas toegevoegd in edities van Goethe's verzamelde gedichten. Goethe's gedicht is romantisch, waarbij het beeld van een feeëndans wordt opgeroepen onder de indruk van een maanverlichte nacht.
| Duits |  | Vertaling |
| Um Mitternacht, wenn die Menschen erst schlafen, Dann scheinet uns der Mond, Dann leuchtet uns der Stern; Wir wandeln und singen Und tanzen erst gern. Um Mitternacht, wenn die Menschen erst schlafen, Auf Wiesen, an den Erlen Wir suchen unsern Raum Und wandeln und singen Und tanzen einen Traum. |  | Om middernacht, wanneer de mensen pas slapen, Dan schijnt voor ons de maan, Dan straalt voor ons de ster; Wij wandelen en zingen En dansen pas graag. Om middernacht, wanneer de mensen pas slapen, Op weiden, bij de elzen Zoeken wij onze ruimte En wandelen en zingen En dansen een droom. |

## Mörike
Het gedicht van Eduard Mörike werd geschreven tussen 1826 en begin 1828 en is gepubliceerd in 1832. Het is humoristisch van aard, met als basis een woordspeling op Elfe dat in het Duits zowel het telwoord (11) betekent als een synoniem voor het mythische wezen elf. Het beschrijft een elf die een uur te vroeg wordt gewekt voor de feeëndans, om elf uur in plaats van middernacht. Doordat ze de roep van de wachters op het elfde uur verwarde met de oproep voor de feeëndans. Nog half in slaap, verwart de elf vuurvliegjes die op een stenen muur zitten met de verlichte zalen van de feeënzaal en, terwijl ze probeert naar binnen te kijken, stoot ze haar hoofd tegen de steen. Het gedicht werd in 1888 op muziek gezet door Oostenrijks componist Hugo Wolf.
| Duits |  | Vertaling |
| Bei Nacht im Dorf der Wächter rief: Elfe! Ein ganz kleines Elfchen im Walde schlief, Wohl um die Elfe; Und meint, es rief ihm aus dem Thal Bei seinem Namen die Nachtigall, Oder Silpelit hätt' ihn gerufen. Reibt sich der Elf' die Augen aus, Begibt sich vor sein Schneckenhaus Und ist als wie ein trunken Mann, Sein Schläflein war nicht voll gethan, Und humpelt also tippe tapp Durch's Haselholz in's Thal hinab, Schlupft an der Weinbergmauer hin, Daran viel Feuerwürmchen glühn: "Was sind das helle Fensterlein? Da drin wird eine Hochzeit seyn; Die Kleinen sitzen beim Mahle, Und treiben's in dem Saale. Da guck' ich wohl ein wenig 'nein!' — Pfui, stößt den Kopf an harten Stein! Elfe, gelt, du hast genug? Gukuk! Gukuk! |  | Bij nacht in het dorp riep de wachter: Elf! Een heel klein elfje sliep in het woud, Wel om de elf; En denkt dat hem uit het dal werd geroepen Bij zijn naam de nachtegaal, Of dat Silpelit hem had geroepen. De elf wrijft zich de ogen uit, Begeeft zich voor zijn slakkenhuis En is als een dronken man, Zijn slaapje was niet volledig gedaan, En hinkt dus tipp tapp Door het hazelaarhout het dal in, Gluipt langs de wijnbergmuur, Waar veel vuurvliegjes gloeien: "Wat zijn dat heldere venstertjes? Daarbinnen zal een bruiloft zijn; De kleinen zitten aan de maaltijd, En maken plezier in de zaal. Daar kijk ik wel een beetje binnen!" — Bah! Stoot zijn hoofd tegen een harde steen! Elf, nietwaar, je hebt genoeg? Koekoek! Koekoek! |